# Micromeria angosturae
Micromeria angosturae là một loài thực vật có hoa trong họ Hoa môi. Loài này được P.Pérez mô tả khoa học đầu tiên năm 1978.